# Chamagnieu
Chamagnieu – miejscowość i gmina we Francji, w regionie Owernia-Rodan-Alpy, w departamencie Isère.
Według danych na rok 1990 gminę zamieszkiwało 1010 osób, a gęstość zaludnienia wynosiła 74 osób/km² (wśród 2880 gmin regionu Rodan-Alpy Chamagnieu plasuje się na 775. miejscu pod względem liczby ludności, natomiast pod względem powierzchni na miejscu 867.).